# 神话世纪
《神話世紀》是由全效工作室开发、微软发行的即时战略游戏。有別於他們的前作世紀帝國II系列試圖表現真實的歷史，神話世紀和其他受歡迎的同類型遊戲，如魔法門，及魔獸爭霸一樣，是以神話故事中的生物及超自然力量為遊戲的背景。
神話世紀不僅保留了世紀帝國的特色，如資源採集、世界奇觀、科技樹狀圖等要素，也新增了一些功能。在前作世紀帝國II有多達十八個種族可使用，神話世紀只有希臘、埃及，及北歐等三個文明可選擇，但在每個文明底下，又分別有三個「主神」可選擇信仰，再加上之後升級可選擇信奉的神祇，總共會有72種不同的文明類型。各主神分別提供不同的軍事及經濟加分及優勢。玩家可以在遊戲中召喚神獸單位，如邁諾陶、蛇髮女妖來跟敵對信仰的對手廝殺。另外，神話世紀也引進了神力的概念：隨著遊戲時代的升級，玩家均可獲得一個新的神力，於是整場遊戲中，每位玩家均可得到四個不同的神力，而每種神力僅能使用一次。
另外跟世紀帝國二相比，原有的遺跡被改為聖物，聖物一旦搬到神殿內即可獲得聖物給予的增益效果，這些聖物包括各個神話內出現過的神器，如奧丁的岡尼爾之矛、阿基里斯的盔甲和尼伯龍根的指環。與世紀帝國不同，神話世紀的四個時代分別是遠古時代、古典時代、英雄時代和神話時代。
在資料片「泰坦」當中新增了亞特蘭提斯文明以及三位主神。亞特蘭提斯的特點在於基本工作單位「市民」，市民比起其他文明的工作單位還要昂貴、訓練速度也較慢，但是生命值較高、建造速度以及採集速度較快，且收集資源時不用再返回經濟建築，可以直接收集資源。此外資料片也新增了第五個時代「泰坦時代」，進入到泰坦時代後可以召喚泰坦；泰坦是個威力強大的神獸單位，只能用排山倒海攻勢的單位或是利用另一位泰坦來擊倒。泰坦的缺點在於無法度過大海。
2014年微軟宣布在5月將在Steam平台發行《神話世紀加長版》（Age of Mythology Extended Edition），該遊戲結合了主程式與資料片的內容，並且在解析度及視覺效果都有所增強。
2015年9月19日,微軟宣布神話世紀將推出相隔13年的第二個資料片:龍之傳說(Age of Mythology: Tale of the Dragon)，此版本為STEAM平台《神話世紀加長版》的官方資料片，增加了中國這個文明。
2022年10月26日，微软Xbox游戏工作室宣布旗下工作室World's Edge正在与合作团队开发本作的重制版《神话时代：重述版》（Age of Mythology: Retold）正在开发。并于2024年Xbox Game Showcase上宣布即将于同年9月4日登陆Microsoft Windows（微软商店 / Steam）、Xbox Series X/S以及Xbox One平台，首发加入Xbox Game Pass游戏库。

## 游戏要素
神話世紀的文明包括希臘，埃及，北歐，亞特蘭提斯，中國，日本。

### 掉落的三叉戟
神話世紀的故事開始時，亞特蘭提斯的大將亞肯多斯在一次與海盜遠征回來時，遇上一團擁有神獸保護的海盜團襲擊，雖然亞肯多斯戰勝了，但海盜團仍偷走了亞特蘭提斯的守護神波賽頓的三叉戟，因此亞肯多斯踏上旅程，雖然之後成功在邁諾陶海盜卡摩斯手中奪回了三叉戟，但在航海的途中遭遇了許多英雄；包括了荷馬史詩內出現的希臘英雄：奧地修斯、艾傑克斯，以及半人馬智者開綸、埃及傭兵團首領艾曼拉與祭司塞特那、北歐矮人工匠大師兄弟布洛克與艾崔和女武神瑞吉蕾芙等英雄，亞肯多斯更直接參與了特洛伊戰爭。
在一次到達黑帝斯的冥界時遭遇到了獨眼巨人迦葛瑞斯，並企圖打開冥界之門釋放被封印在裡面的泰坦之王克羅納斯，雖然亞肯多斯與他的夥伴成功阻止迦葛瑞斯，但是迦葛瑞斯並沒有放棄，試圖要到其他地區的冥界之門釋放克羅納斯。
而亞肯多斯在這些遠征內到了埃及與北歐地區來與迦葛瑞斯的勢力奮戰，在埃及要將冥王奧西利斯被自己的兄弟賽特所分屍後的屍塊給集結，並復活奧西利斯。而之後在北歐會來到世界之樹底下幫助矮人重鑄索爾的妙爾尼爾。不論在哪個地區，亞肯多斯都一直受到該地區眾神的幫助，雖然在最後北歐地區成功殺死了迦葛瑞斯，但才發現迦葛瑞斯早就逃到亞特蘭提斯，而最後一道冥界之門就在亞特蘭提斯神殿下方。
迦葛瑞斯請求波賽頓的協助，而波賽頓的雕像更是化為活物，起身幫助他。最後亞肯多斯在自己領地內建起了奧林匹亞宙斯神像（宙斯的世界奇觀）並得到宙斯的神力協助後，變成半神的亞肯多斯擊敗了波賽頓的活雕像，而三叉戟正好落在迦葛瑞斯的胸膛。最後亞肯多斯在戰鬥結束後，就受到雅典娜的感召，成為神祇後離開人間。

### 金色獻禮
金色獻禮是微軟在2003年6月於官方網站提供下載的遊戲更新。內容是敘述布羅克和艾崔這對矮人兄弟，原本計畫一同打造金色戰豬，以獻給女神芙瑞亞。卻因洛奇挑撥而內鬥，並被洛奇趁亂奪走戰豬。兩兄弟於是一同進攻洛奇的領域，以奪回金色戰豬的故事。

### 通往地底世界的通道
以北歐女武神瓦吉莉英雄瑞蓁蕾芙回到故鄉摧毀冥王黑帝斯於北歐建造的地底世界通道為主，原為 EB Games 網站預購英文遊戲特典，後於日本微軟遊戲官網開放下載。
劇情英語原名不明，但是日本微軟將之取名《黄泉の世界へ》，意指《往地底世界的通道》。

### 新亞特蘭提斯
泰坦資料片的故事，主角變為亞肯多斯的兒子卡斯特，時間來到了亞特蘭提斯遭到迦葛瑞斯的勢力摧毀後的10年。
失去了故鄉，同時也失去眾神的庇護亞特蘭提斯遺民，在寒冷的北歐之地過著艱苦的日子。直到有一日，亞特蘭提斯的大神官克里歐斯引導卡斯特，帶領族人前往找尋新天地。在受到克里歐斯指引下，卡斯特帶著亞特蘭提斯人來到一處島嶼，並發現島上有泰坦古神的神廟。克里歐斯說就是這些泰坦古神給他的指引，讓亞特蘭提斯人在祂們的眷顧下能安身立命，而卡斯特也因為奧林帕斯對亞特蘭提斯置之不理而憤慨，決意信奉泰坦古神為神祇。但沒過多久希臘的士兵卻攻擊他們。卡斯特為保護族人，率兵擊退了希臘的軍隊，成功佔領整座島嶼。之後，又相繼攻擊作為希臘盟友的埃及與北歐勢力，其中包括了亞肯多斯的曾經戰友艾傑克斯與艾曼拉，他們對故友之子的行徑非常不解。
而事後，卡斯特更誤闖了奧林帕斯山，並摧毀了奧林帕斯神殿。因奧林帕斯山上的神殿摧毀，導致束縛泰坦的力量消失，因此各地出現了被釋放的泰坦襲擊該地的事件。這時，卡斯特才得知自己被克里歐斯給欺騙，更發現原來他是由克羅納斯的徒眾所假扮的，目的是為了利用亞特蘭提斯人來釋放他的主人。為了彌補錯誤，卡斯特、艾傑克斯與艾曼拉聯手帶著自己的兵力聯手擊敗了這些泰坦，並在最後於亞特蘭提斯南方的小島：古亞特蘭提斯上召喚大地女神該亞，且親自打敗被釋放的克羅納斯，並將其封印回冥界之門。克里歐斯最後被卡斯特給殺死，最後卡斯特在受到眾人的推崇下成為了新的領導者。

### 龍的傳說
劇中設定為帝堯手下的大將，為調查天災的起源而率軍出征。

### 不朽之柱
中国资料片的故事，讲述的是神眷者嚴飛鳳、传奇战士后羿、黄帝史官仓颉三位不可思议英雄的救世传说。
黄昭武曾经是中国最强大的英雄，也是黄帝麾下的将军，为了寻求更强大的力量，他被黄帝赐予长生不老，但却付出了极为沉重的代价，因为他挚爱的妻子筱郦不能永生。于是他立誓向天庭众神复仇，掀起了一场残酷的战争，他的目标是摧毁当年女娲补天斩龟腿所立的四根天柱，包括传说中的不周山。
英勇无畏的烈士嚴飛鳳被炎帝神农选为神眷者，从地府复活，并获得了黄帝史官仓颉的协助，救出了被囚禁的传奇战士后羿，三人联手重整大军，踏上了拯救神州的征途。一路上三人降服女丑之尸的军队，获得了无数神明的助力。然而黄昭武的神力异常可怕，为了毁灭人间，黄昭武用陷神阱囚禁了神农，并控制了上古战神蚩尤让他为自己效命。之后黄昭武摧毁了四根天柱，人间危在旦夕。
仓颉告诉嚴飛鳳与后羿，唯有创世女神女娲留下的五色补天石，才能修复天柱，拯救人间，而今补天石藏在地府。嚴飛鳳与后羿两人只能深入地府，寻找女娲留下的补天石，这是拯救人间最后的希望。两人在地府经历种种考验，最终取得了五色补天石，回到人间。补天石成功修复了四根天柱，最终决战来临了，这是一场决定华夏大地命运的战争，嚴飛鳳、后羿、仓颉复活了上古时代的巨人刑天，并得到了黄帝的部下應龍的协助，并联合女娲、伏羲、神农的追随者，最终击败了黄昭武，从他手中拯救了人间。

## 資料片
| 資料片名稱            | 發布日期                                        | 新增文明   | 新增戰役       | 備註                    |
| --------------------- | ----------------------------------------------- | ---------- | -------------- | ----------------------- |
| 神話世紀:泰坦         | 2003年9月30日(北美地區)2003年10月15日(台灣地區) | 亞特蘭提斯 | 新亞特蘭提斯   |                         |
| 神話世紀:龍之傳說     | 2016年1月28日(北美地區)2016年1月29日(台灣地區)  | 中國       | 龍之傳說       | 於Steam平台加強版資料片 |
| 神話世紀:重述         | 2024年9月4日                                    | 北歐神弗雷 | 瑞蓁蕾芙的集結 | 神話世紀之決定版        |
| 神話世紀重述:不朽之柱 | 2025年3月5日                                    | 中國       | 不朽之柱       | 神話世紀重述之資料片    |
| 神話世紀重述:天沼矛   | 2025年秋                                        | 日本       | TBD            | 神話世紀重述之資料片    |

## 外部連結
- 神話世紀加長版 （页面存档备份，存于）